# Final Fantasy Type-0
Final Fantasy Type-0 is een computerspel ontwikkeld en uitgegeven door Square Enix voor de PlayStation Portable. Het actierollenspel (ARPG) is uitgekomen in Japan op 27 oktober 2011.
Het spel is onderdeel van de Fabula Nova Crystallis-subserie en deelt dezelfde mythologie als die in Final Fantasy XIII en Final Fantasy XV.

## Plot
Class Zero, een groep van 14 studenten aan het Vermillion Peristylium, een magische school in Rubrum, krijgt het aan de stok met het Militesi Empire. Wanneer de Militesi een aanval uitvoert op de drie kristalstaten in Orience, wordt Class Zero gemobiliseerd om Rubrum te verdedigen en te voorkomen dat de Militesi hun hand weet te leggen op de kristallen. De groep raakt verstrikt in de geheime achtergrond van zowel de oorlog als hun reden van bestaan.

## Spel
De sfeer en presentatie is geïnspireerd door historische documentaires, en het verhaal is donkerder van aard dan andere Final Fantasy-titels. In het spel neemt de speler de besturing over de personages die gevechten en missies uitvoeren door heel Orience. De speler bestuurt ook de grootschalige strategische gevechten op de wereldkaart.

## Ontvangst
| Recensiescore         | Recensiescore |
| Publicist             | Score         |
| --------------------- | ------------- |
| Famitsu               | 39/40         |
| Dengeki PlayStation   | 91,25%        |
| PlayStation LifeStyle | 8             |
| RPG Site              | 9             |

Final Fantasy Type-0 ontving positieve recensies. Men prees het verhaal en de gameplay. Kritiek was er op de besturing van de camera en de kunstmatige intelligentie.
Het spel verkocht in de eerste week ruim 472.000 exemplaren. Begin 2012 was het spel inmiddels ruim 746.000 keer over de toonbank gegaan.

## HD-versie
Een remaster van het spel verscheen onder de titel Final Fantasy Type-0 HD voor de PlayStation 4 en Xbox One op 17 maart 2015 in de VS, op 19 maart in Japan, en op 20 maart in Europa. Een versie voor Windows werd uitgebracht op 18 augustus 2015.
Het spel heeft verbeterde graphics met meer kleuren en is grotendeels gelijk aan de originele PSP-versie. Gewijzigde onderdelen zijn de geschrapte multiplayer-modus en aanvullende moeilijkheidsgradaties. De HD-versie werd geprezen om het verhaal en gevechtssysteem, kritiek was er op de HD-upgrade en de lokalisatie.
Op aggregatiewebsite Metacritic heeft het spel verzamelde scores van 72% (PS4), 72% (XOne) en 69% (PC).